# Cosmopterix orichalcea
Cosmopterix orichalcea ist ein Schmetterling (Nachtfalter) aus der Familie der Prachtfalter (Cosmopterigidae).

## Merkmale
Die Falter haben eine Flügelspannweite von 8 bis 10 Millimeter. Der Kopf schimmert vorn golden und hinten dunkelbraun. Über den Augen befinden sich zwei dünne weiße Linien. Die Fühler sind dunkelbraun und haben zwei weiße, subapikale Abschnitte. Der proximale Abschnitt besteht aus drei Segmenten, der äußere aus zwei Segmenten. Die beiden weißen Abschnitte sind durch zwei braune Segmente getrennt. Die Fühlerspitze besteht aus etwa 5 weißen Segmenten. Der Thorax ist dunkelbraun und hat eine goldene Mittellinie. Die Tegulae sind golden. Die Vorderflügel sind dunkelbraun und haben einen breiten, dreieckigen, metallisch goldglänzenden Strich, der von der Costalader an der Flügelbasis zum Flügelinnenrand zeigt, diesen aber nicht erreicht. Eine sich stark verjüngende gelborange Binde verläuft von der Costalader zum Flügelinnenrand. Im Apikalbereich befindet sich eine silberne, violett getönte Linie. Sie ist manchmal in der Mitte schmaler und schimmert am Apex weiß. Die Fransenschuppen sind dunkelbraun. Die Hinterflügel sind graubraun. Das Abdomen ist dorsal hellbraun und an den Seiten graubraun mit fahlem Goldglanz. Die Segmente haben hinten weiße Bänder. Die Afterwolle ist grau und weißlich durchmischt.
Bei den Männchen ist das rechte Brachium spatelförmig und verjüngt sich distal leicht. Die Spitze ist gestutzt und leicht nach unten gebogen. Die Valven sind sichelförmig, haben einen stark konkaven oberen Rand und einen stark konvexen unteren Rand. Die Valvellae sind leicht gekrümmt. Die apikale Hälfte ist doppelt so breit wie die basale Hälfte. Sie verjüngen sich distal zu einer stumpfen Spitze. Der Aedeagus ist flaschenförmig, das hintere Ende weitet sich distal und hat einen kleinen ventralen Flansch.
Bei den Weibchen ist das hintere Ende des 7. Sternits bogenförmig. Das 8. Segment ist ungefähr anderthalb mal so breit wie lang. Das Ostium ist rundlich und hat auf dem halben Umfang sklerotisierte Kanten. Das Sterigma ist länglich oval und hat einen breiten Mittelkamm. Der Ductus bursae ist ungefähr so lang wie das Corpus bursae und hat vor der Einmündung in das Corpus bursae kleine Sklerotisierungen. Er ist ringförmig gerunzelt und mit zwei winzigen, sichelförmigen und unterschiedlich großen Signa versehen.
Die Raupen haben einen abgeplatteten, schwarzbraunen Kopf, der U-förmig gezeichnet ist. Der Raupenkörper ist gelb und hat ventral einen hellbraunen, mehr oder weniger länglichen Fleck auf jedem Segment. Die Prothorakalplatte ist dunkelbraun und in zwei unregelmäßige Stücke geteilt. Die Analplatte ist nahezu farblos. Die Thorakalbeine sind hellbraun.

### Ähnliche Arten
Cosmopterix orichalcea unterscheidet sich von den beiden ähnlichen Arten Cosmopterix zieglerella und Cosmopterix schmidiella durch die beiden weißen Fühlerabschnitte und den großen, goldenen Strich, der an der Vorderflügelbasis entspringt.

## Verbreitung
Cosmopterix orichalcea ist mit Ausnahme des hohen Nordens in der Paläarktis weit verbreitet. Die Art besiedelt feuchte Habitate wie Flussufer und Moore.

## Lebensweise
Die Raupen entwickeln sich an Rohrglanzgras (Phalaris arundinacea), Gewöhnlichem Ruchgras (Anthoxanthum odoratum), Rohr-Schwingel (Festuca arundinacea), Wald-Flattergras (Milium effusum), Duftendem Mariengras (Hierochloe odorata) und Südlichem Mariengras (Hierochloe australis). Die Art bildet vermutlich zwei Generationen im Jahr. Die Raupen leben von Juni bis Juli und von August bis September. Sie minieren in den Blättern. Die Mine beginnt als gerader Fraßgang an deren Anfang sich ein Häufchen Raupenkot befindet. Später wird der Fraßgang breiter und nimmt meistens einen unregelmäßigen Verlauf. Manchmal ist die gesamte Blattspitze besetzt, die Fraßgänge zeigen dann nach unten. Der Raupenkot wird teilweise ausgeworfen oder verbleibt verteilt in der Mine. Gelegentlich wechseln die Raupen die Mine. Die Raupen verpuppen sich in einem festen, länglichen, weißen Kokon auf einem Blatt oder zwischen abgestorbenen Pflanzenteilen am Boden. Die zweite Generation verpuppt sich nach der Überwinterung. Die Falter fliegen von Mai bis Juni und im Süden auch von Juli bis August. Tagsüber können sie leicht von den Nahrungspflanzen gekeschert werden. Die Falter kommen gern ans Licht.

## Systematik
Es sind folgende Synonyme bekannt:
- Cosmopteryx drurella Fabricius, 1775
- Cosmopteryx druryella Zeller, 1850
- Cosmopterix singularis Sinev, 1980